# Ожика рівнинна
Ожика рівнинна (Luzula campestris) — вид трав'янистих рослин родини ситникові (Juncaceae), поширений у Європі, на заході Північної Африки, в Індії, Кашмірі та Юньнані. Етимологія: лат. campester — «польовий».

## Опис
Багаторічник 10–30(40) см заввишки. Столони короткі, стрункі. Стебла 0.8–1.5 мм в діаметрі. Пластини базального листя 3–8 см × 2–4 мм. Стеблових листків 1, 2 або 3. Листки густо всіяні віями. Суцвіття розлогі, гілочки з 3–6 колосками. Листочки оцвітини ланцетні, загострені, червоно-бурі. Пиляк у З–4 рази довший від тичинкових ниток. Коробочка каштаново-коричнева, коротше оцвітини, від трикутно-кулястої до трикутно-оберненояйцеподібної форми, 2.5–3 мм. Насіння довгасте, 1.1–1.3 мм, придаток базальний, 0.4–0.6 мм.

## Поширення
Північна Африка: Алжир, Марокко; Азія: Юньнань, Індія, Кашмір; Європа: майже вся територія, крім Ісландії та а. Шпіцберген. Введений: Ньюфаундленд і Лабрадор (Канада), Фолклендські острови, Австралія (Новий Південний Уельс, Тасманія, Вікторія), Нова Зеландія, Португалія — Азорські острови, Мадейра. Населяє лісисті схили.
В Україні зростає на піщаних горбистих місцях, луках, у лісах, серед чагарників — у лісових районах і Лісостепу.

## Галерея

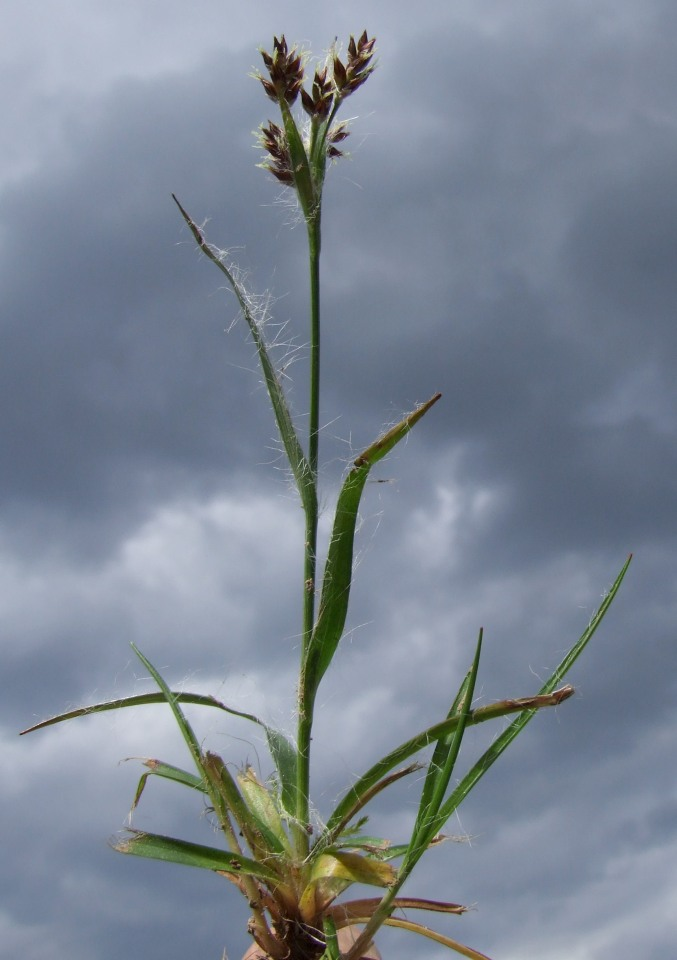
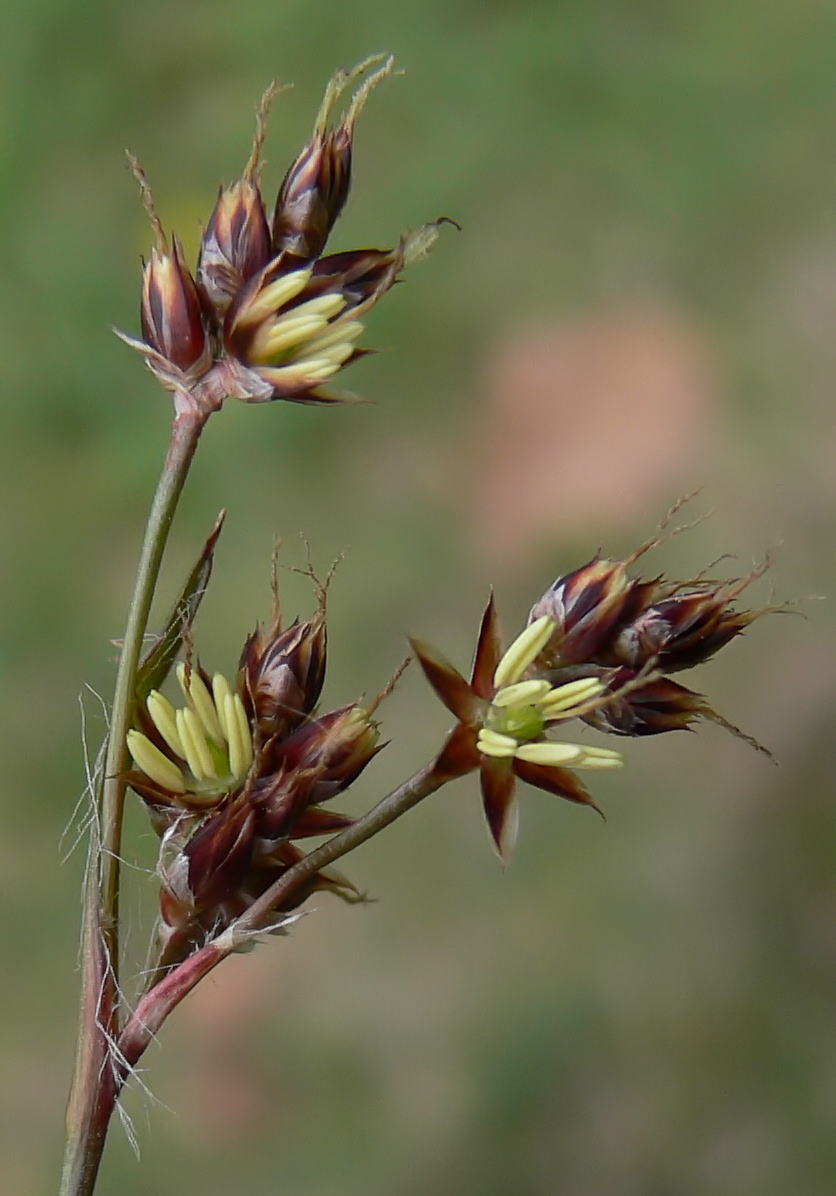
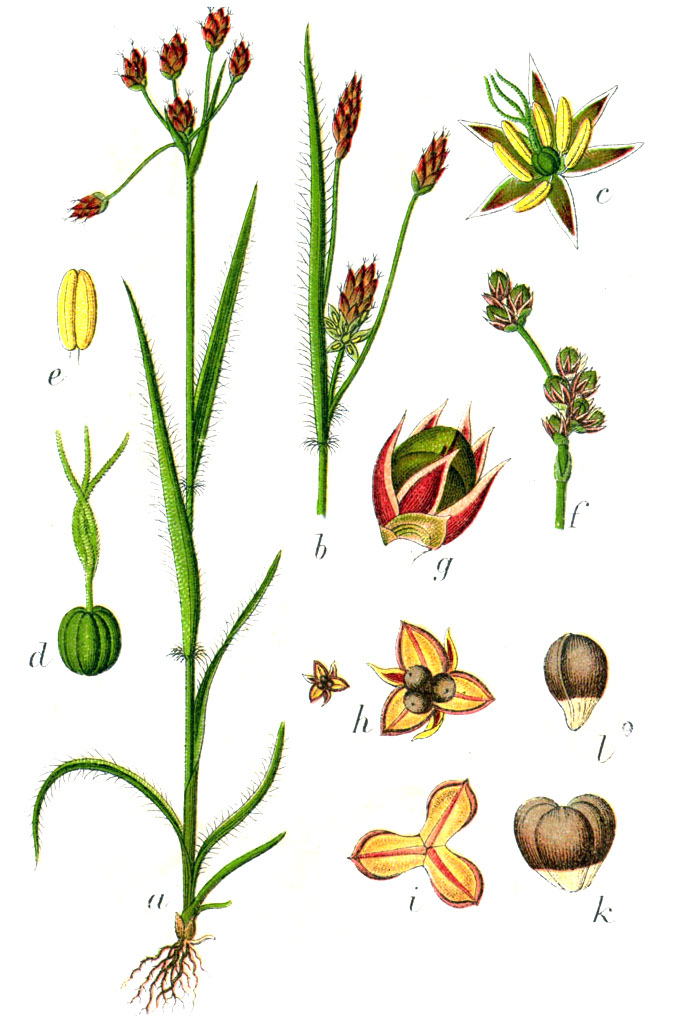